# كولوناد تدمر الكبير
كولوناد تدمر الكبير أو رواق تدمر الكبير هو رواق يقع في مدينة تدمر الأثرية في سوريا، ويعود تاريخه إلى حوالي القرن الثاني الميلادي وقد تم تطويره في العصور اللاحقة، هذا الرواق مرتبط بمعبد بل في جنوب شرق المدينة الأثرية. تم تدمير هذا الكولوناد من قبل تنظيم الدولة الإسلامية خلال الحرب الأهلية السورية.

## الوصف
كان رواق تدمر الكبير هو الطريق الرئيسي المغطى بالأعمدة في مدينة تدمر القديمة في الصحراء السورية، والذي يمتد لمسافة تزيد عن كيلومتر (حوالي 0.75 ميل). ويربط معبد بل في الطرف الجنوبي الشرقي للمدينة بالبوابة الغربية والمعبد الجنائزي الموجود في الجزء الشمالي الغربي. 
يتألف الرواق من ثلاثة أقسام بُنيت بشكل منفصل على مدار القرنين الثاني والثالث الميلادي، ويُعد الامتداد الغربي لرواق الأعمدة، والذي يبدأ من عند البوابة الغربية الموجودة بالقرب من المعبد الجنائزي، هو القسم الأقدم من بين أقسام الرواق الثلاثة. ويمتد القسم الشرقي من القوس الأثري الواقع في وسط المدينة وحتى مدخل معبد بل، ثُمّ بُني القسم الأوسط أخيرًا لربط الرواقين المنفصلين، حيث يلتقي بالامتداد الغربي عند التترابيلون العظيم، ويلتقي الامتداد الشرقي عند القوس الأثري.

### القسم الغربي
كان القسم الغربي من رواق تدمر الكبير هو أقدم الأقسام الثلاثة من حيث البناء، حيث تؤكد النقوش الموجودة على بعض أعمدة هذا القسم أن بناءه قد بدأ قبل العام 158 الميلادي. يمتد الطريق المؤدّي إلى القسم الغربي من الرواق لمسافة 500 متر (1600 قدم) وهو عبارة عن طريق مستقيم يقع في اتجاه الشمال الغربي والجنوب الشرقي من الرواق، ويُعتبر الطريق الأطول من بين الطُرق المؤدّية لأقسام الرواق الثلاثة، حيث يبلغ عرض الشارع الرئيسي 11.7 مترًا (38 قدمًا) بينما يبلغ عرض الشوارع الجانبية 7 أمتار (23 قدمًا). أما البوابة الغربية، وهي النهاية الغربية لصف الأعمدة، فقد بُنيت في أواخر القرن الثاني الميلادي. ويتصل الشارع أيضًا بزاوية قائمة بالرواق المستعرض الممتد حتى باب العامود في الجنوب.

### القسم الشرقي
يبدأ القسم الشرقي من رواق تدمر الكبير من عند القوس الأثري ويمتد من اتجاه الشمال الغربي إلى الجنوب الشرقي نحو بروبيليا معبد بل. بدأ العمل في تشييد رواق الأعمدة عقب الانتهاء من بناء البروبيليا في عام 175 ميلاديًا، واستمر بناءه حتى بداية القرن الثالث الميلادي. يُعتبر هذا القسم هو الأوسع من بين أقسام رواق تدمر الكبير حيث يتمتع بعرض موحد يبلغ 22.7 مترًا (74 قدمًا) للشارع الرئيسي و6.7 مترًا (22 قدمًا) للأرصفة. هُدمت زاوية تيمينوس بمعبد نيبو للسماح للأعمدة بخط رؤية متّصل من جهة الغرب وحتى قوس النصر الأثري، والسماح بوصول أوسع إلى القسم المؤدي إلى معبد بل. في وقت لاحق أضيف إلى الرواق الشرقي نيمفيوم أو هيكل لحوريات الماء بين معبدي بيل ونيبو.

### القسم الأوسط

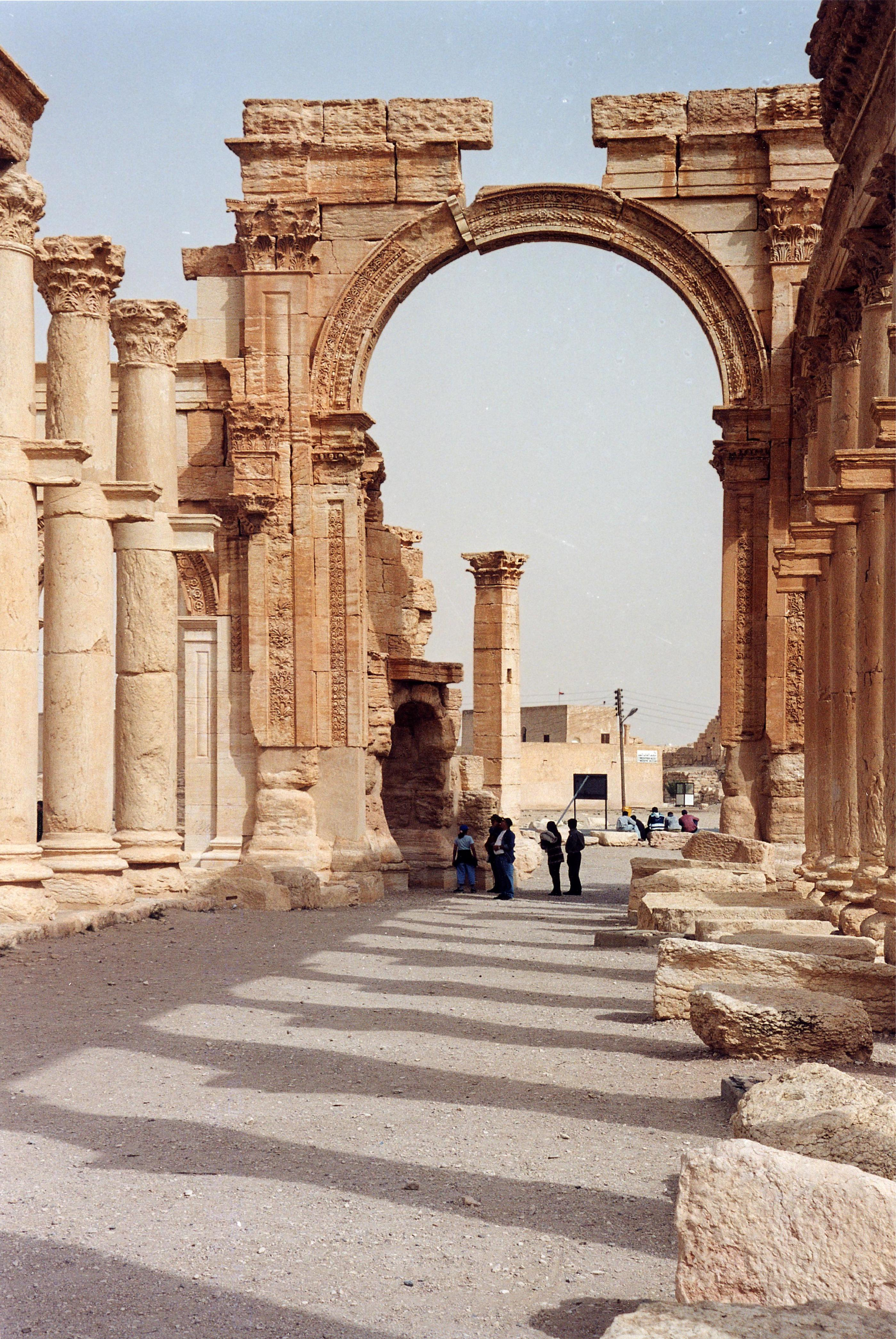
رواق تدمر الكبير وقوس النصر في تدمر

يمتد القسم الأوسط من رواق تدمر الكبير من الشرق إلى الغرب ليربط بين قسمي الرواق الشرقي والغربيّ. بدأ تشييد القسم الأوسط من رواق تدمر الكبير في أوائل القرن الثالث الميلادي، ويبدأ هذا القسم من عند قوس النصر حيث يلتقي بالعمود الشرقي، ويمتدّ حتى التترابيلون العظيم حيث يلتقي بالعمود الغربي وينتهي بساحة بيضاوية. ويتراوح عرض الشارع الرئيسيّ للقسم الأوسط ما بين 14 مترًا (46 قدمًا) عند أوسع جزء منه بالقرب من التترابيلون، وبين 10 أمتار (33 قدمًا) عندما يصل إلى القوس النصر، بينما يتراوح عرض الأرصفة ما بين 6.3-7 أمتار (21-23 قدمًا) للرصيف الشمالي و6.8-8.95 مترًا (22.3-29.4 قدمًا) للرصيف الجنوبي. أصبح القسم الأوسط من رواق تدمر الكبير هو الأكثر أهمّية من بين أقسام الرواق الثلاثة بسبب تجمع العديد من المباني الأثريّة حوله، ومن بينها مبنى القيصرية والمسرح والحمامات ومعبد نيبو.

## العمارة

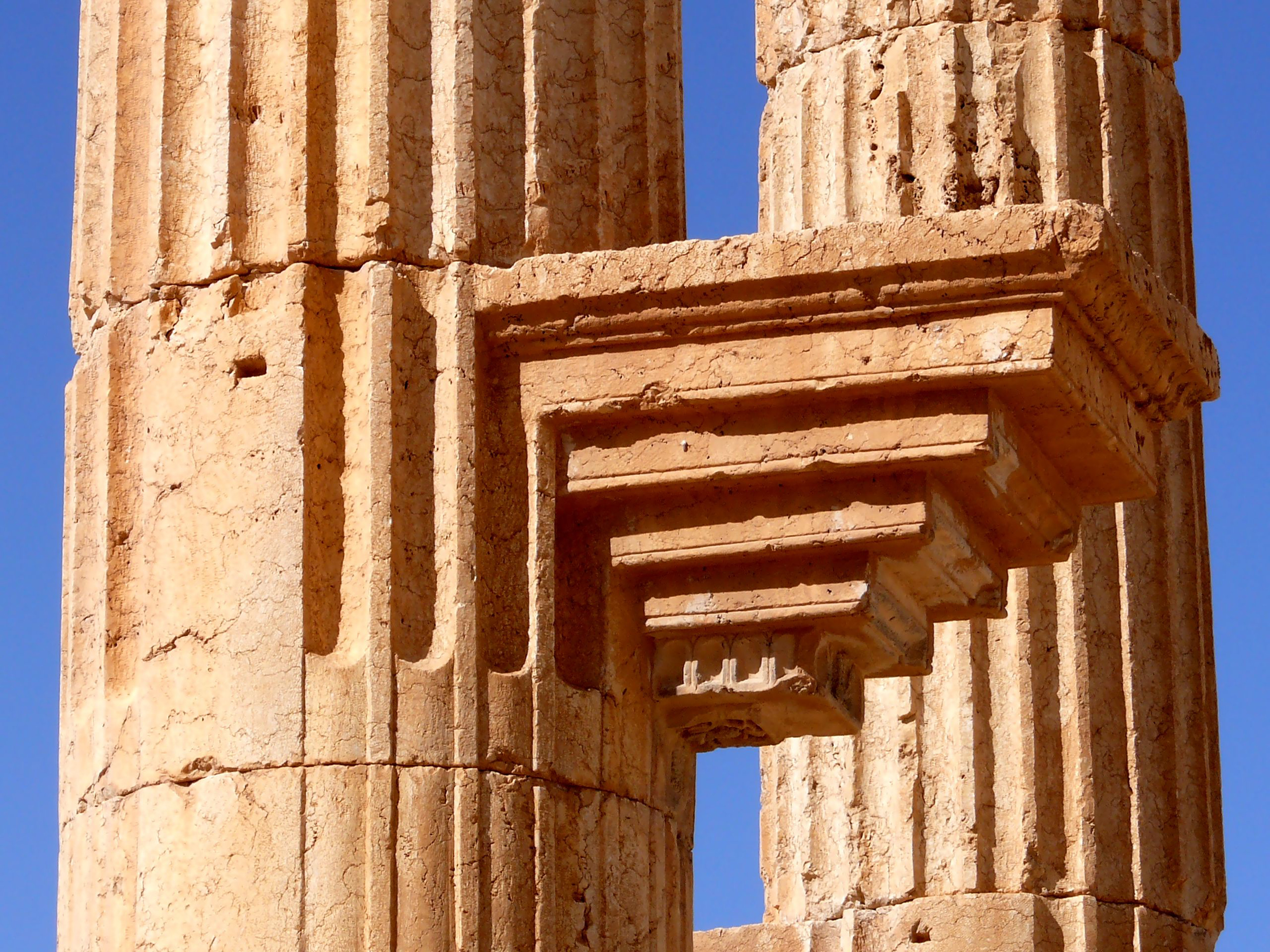
قوس مثبت على أحد أعمدة الرواق

تتألف أعمدة رواق تدمر الكبير من ستة إلى ثمانية قطاعات قصيرة، وقد اتُبعت في بناء الأعمدة، خاصة في القسم الغربي من الرواق، تقنية العمارة الرومانية الكلاسيكية أوبوس إمبليكتوم. استبدلت هذه التقنية تدريجيًا منذ عشرينيات القرن العشرين بالتقنية التي أطلق عليها المؤرخ ماريك بارانسكي اسم أوبوس بالميرينوم، والتي يُمكن مُشاهدتها في أعمدت القسمين الأوسط والشرقي، والتي تألفت من ثلاثة أجزاء طويلة بدلاً من القطاعات الست القصيرة. سمحت هذه التقنية ببناء الأعمدة بصورة أسرع بكثير في ذلك الوقت. كما زوّدت الأعمدة الكورنثية بأقواس مزخرفة تحمل نقوشًا إهدائية، واستخدمت الأقواس لحمل مجموعة من التماثيل البرونزية لشخصيات بارزة. اكتُشفت كذلك نقوش تحمل عبارات إهداء لزنوبيا وأذينة يعود تاريخها إلى ما بين عامي 257 و267 على أعمدة نصبت أمام المسرح.

## معرض الصور

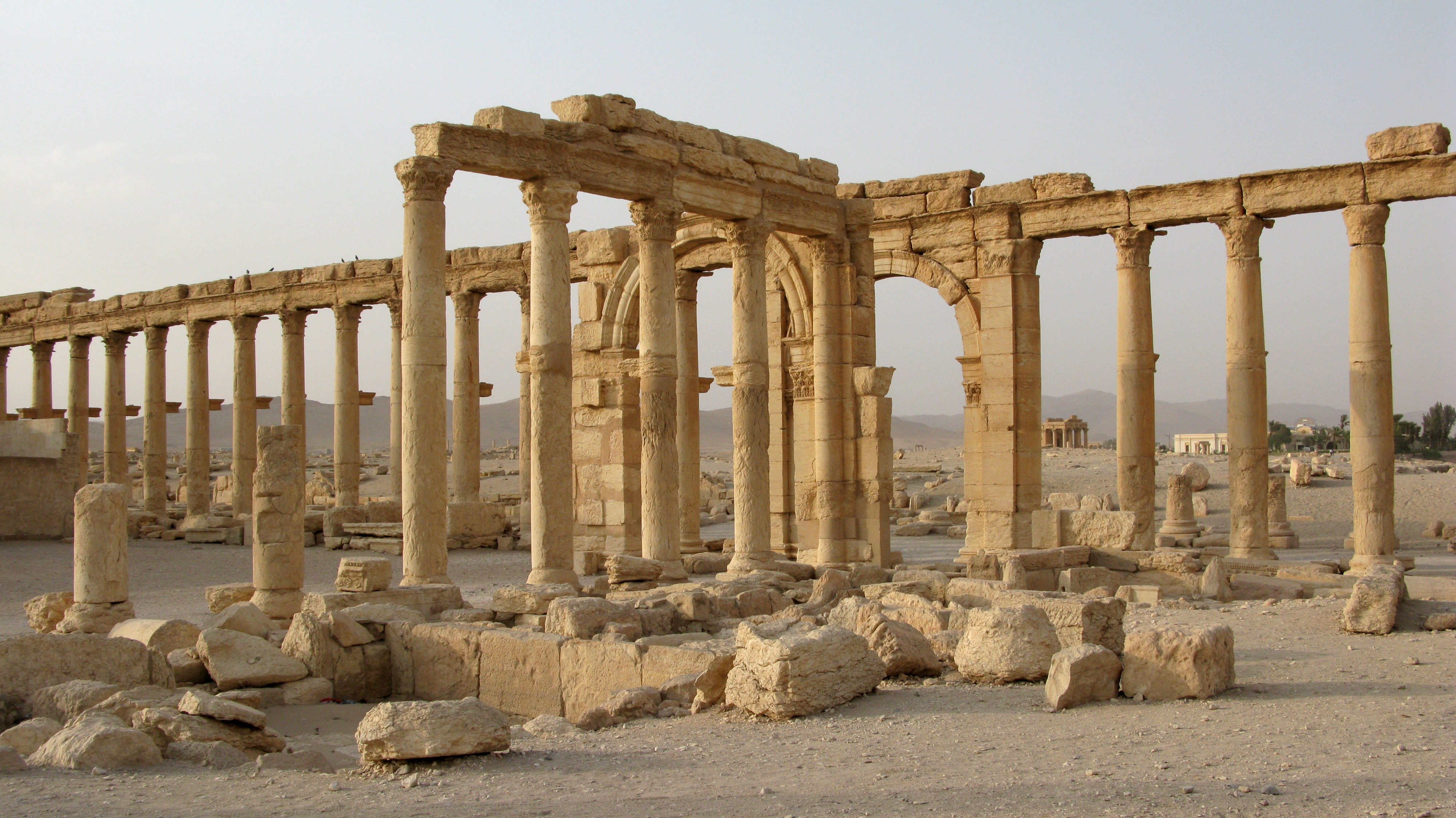
أقسام رواق تدمر الكبيرة
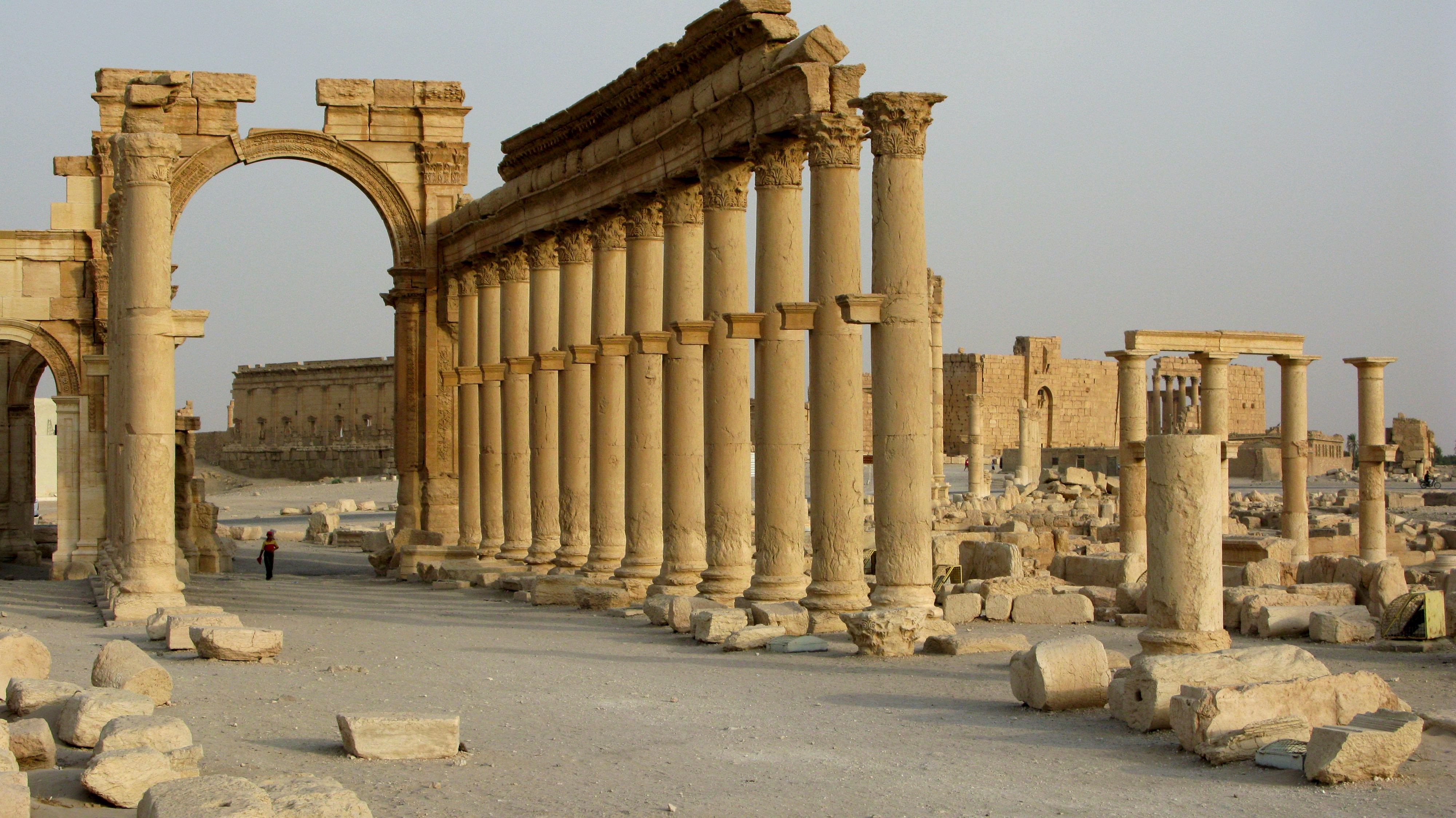
القوس الضخم الذي يربط بين قسمي الرواق الأوسط والشرقي
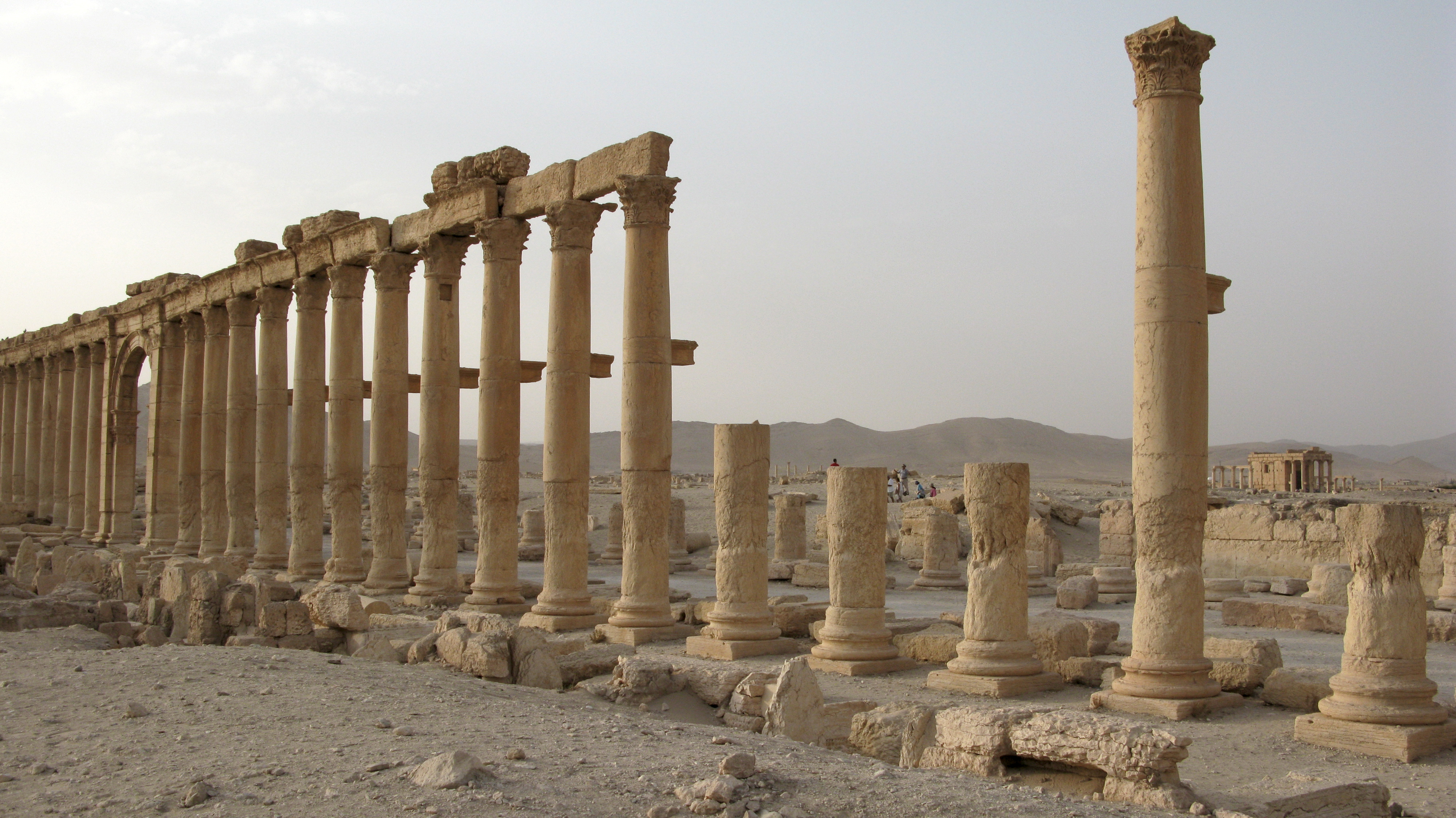
أقسام رواق تدمر الكبيرة
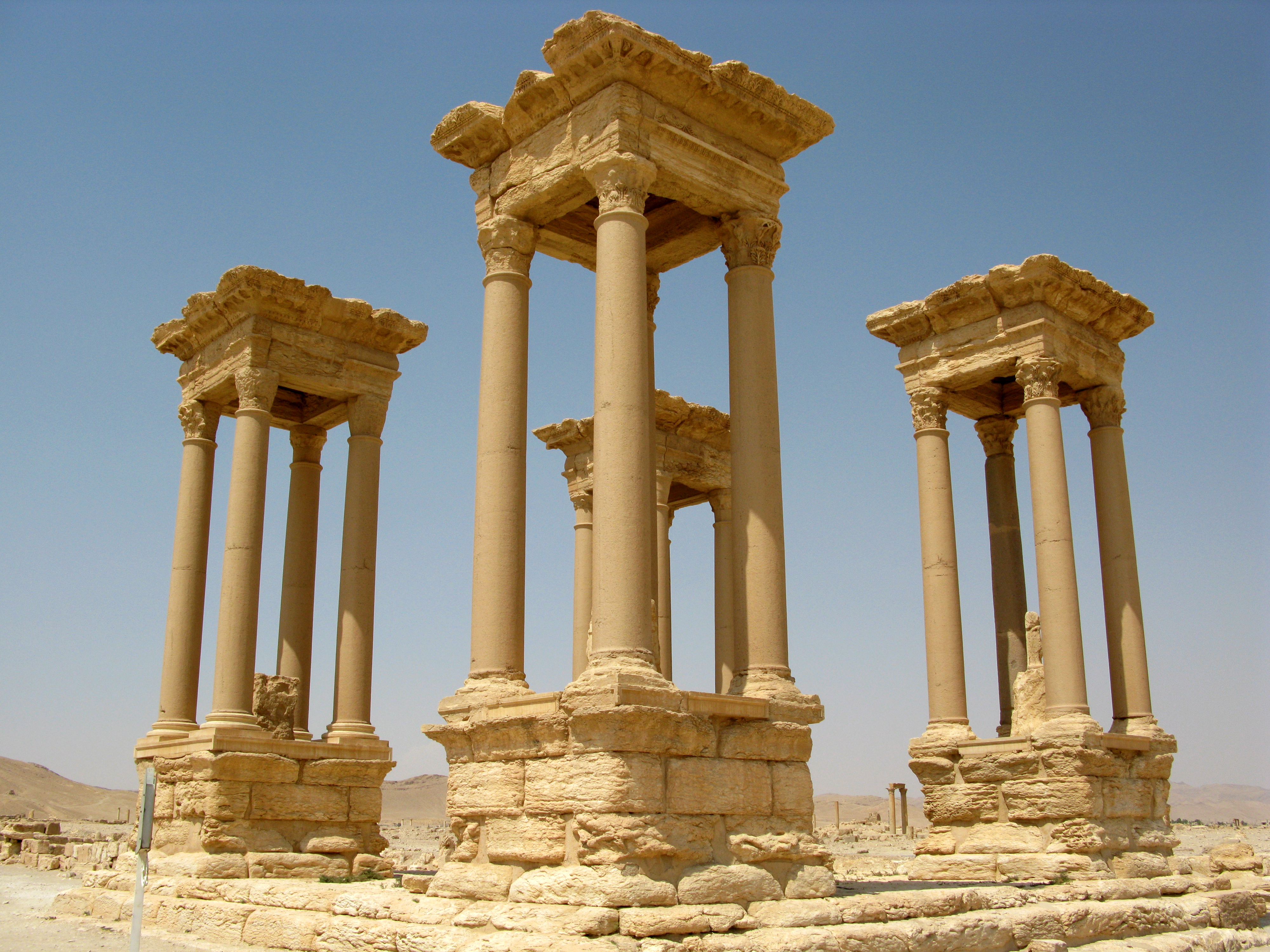
التترابيلون العظيم الذي يربط بين القسمين الغربي والأوسط في رواق تدمر الكبير
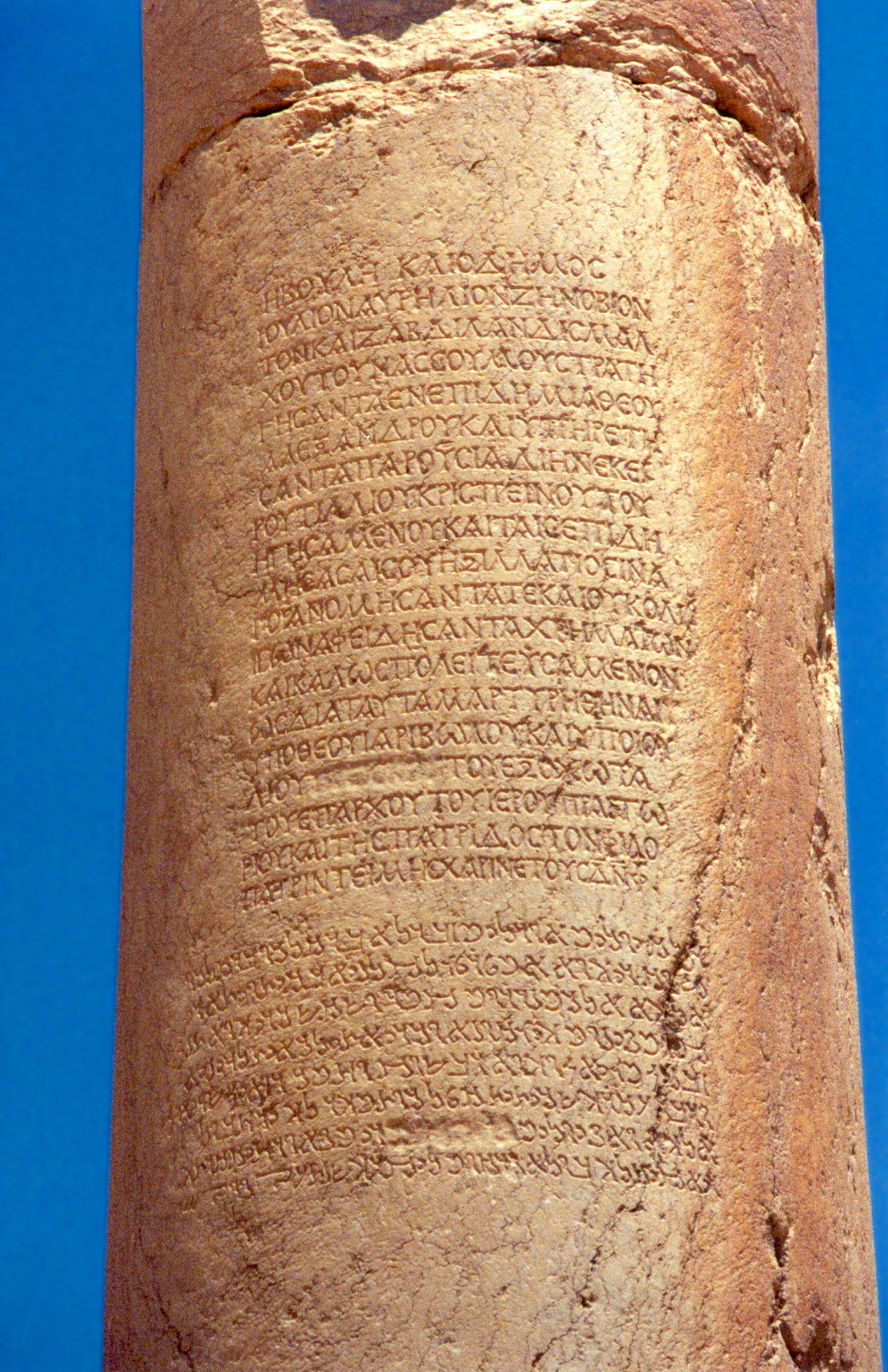
نقش إهداء يظهر على أحد الأعمدة
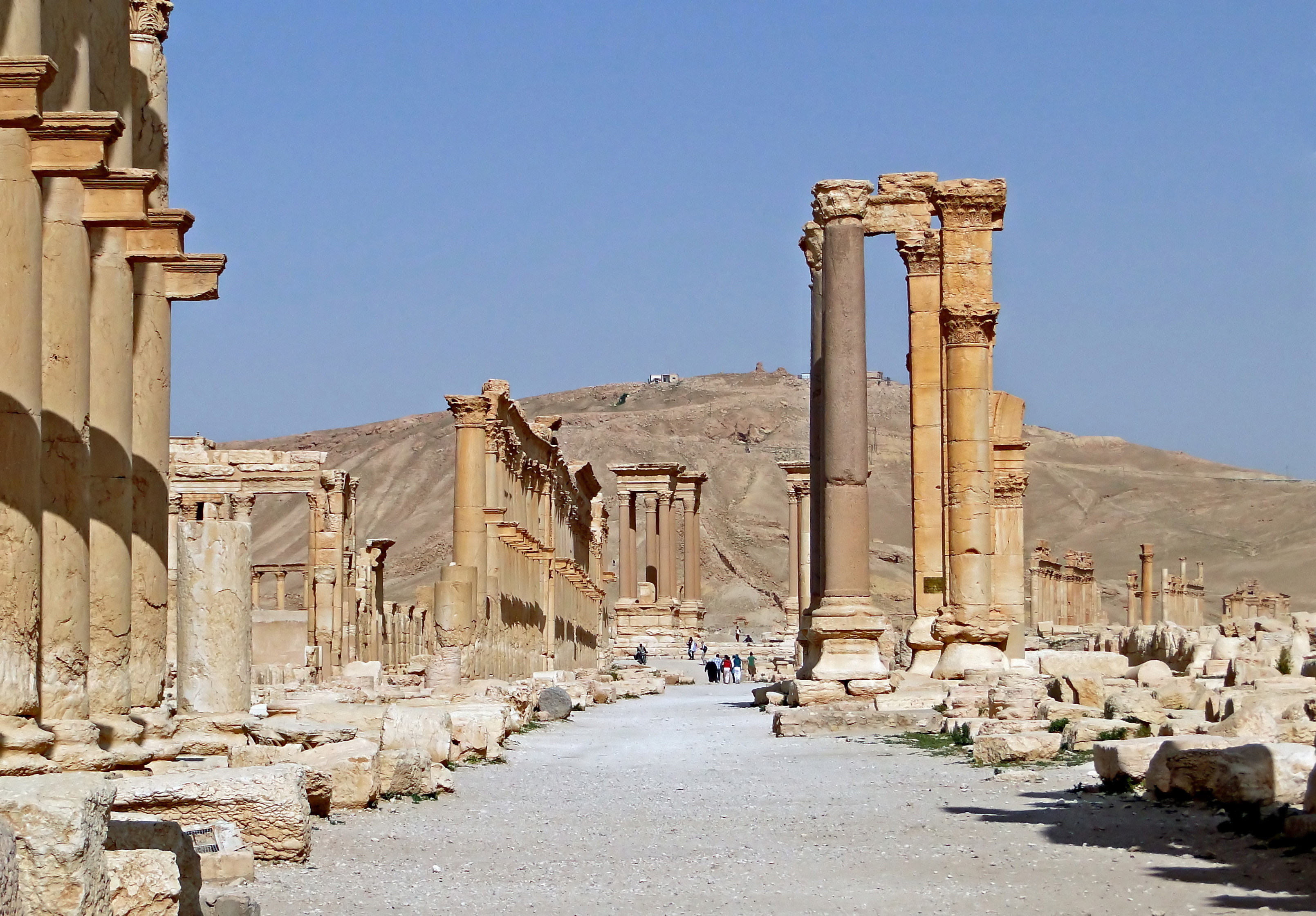
القسم الأوسط من رواق تدمر الكبير، والذي يطل على التترابيلون العظيم في جهة الغرب.
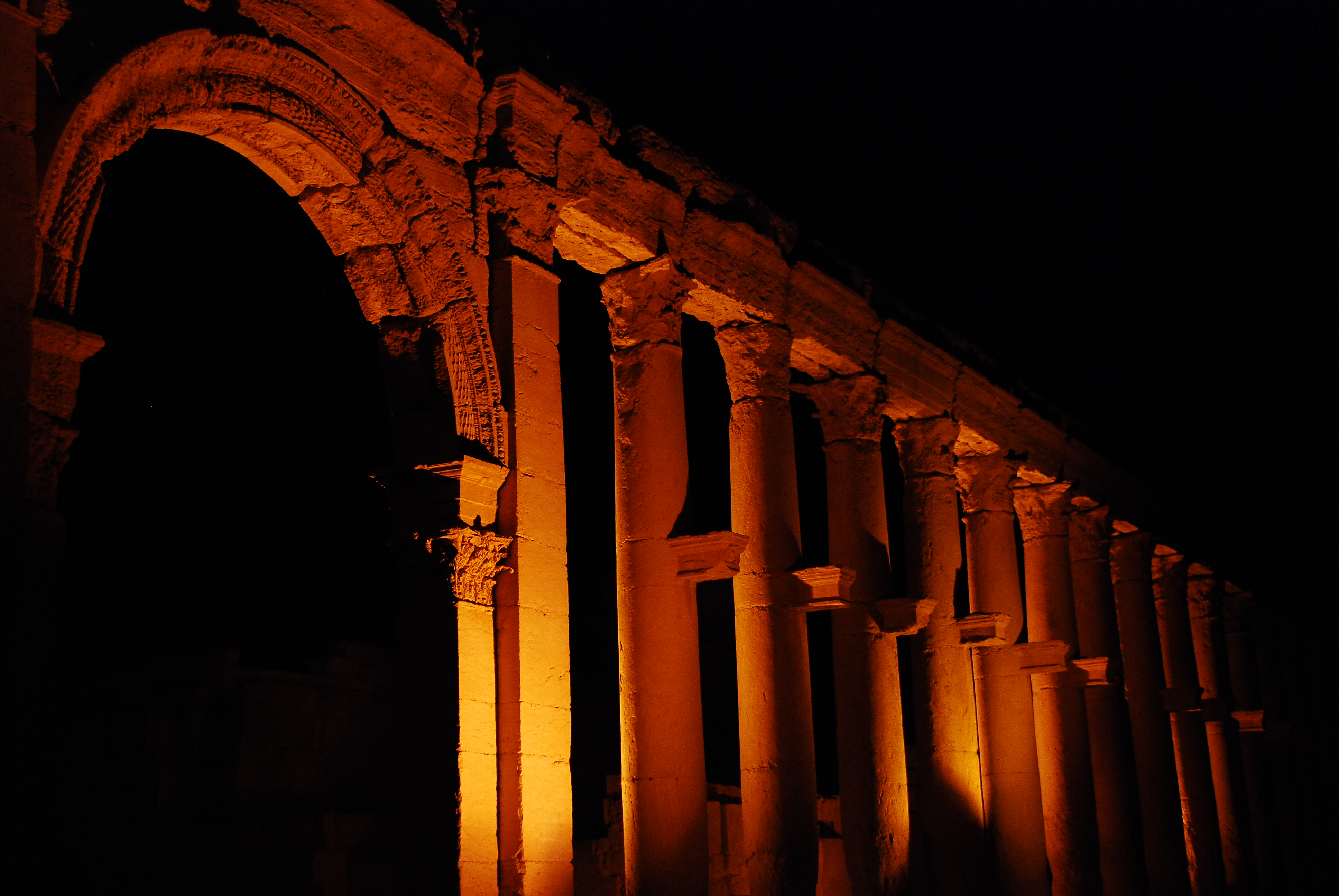
أعمدة رواق تدمر الكبير الضخمة في الليل
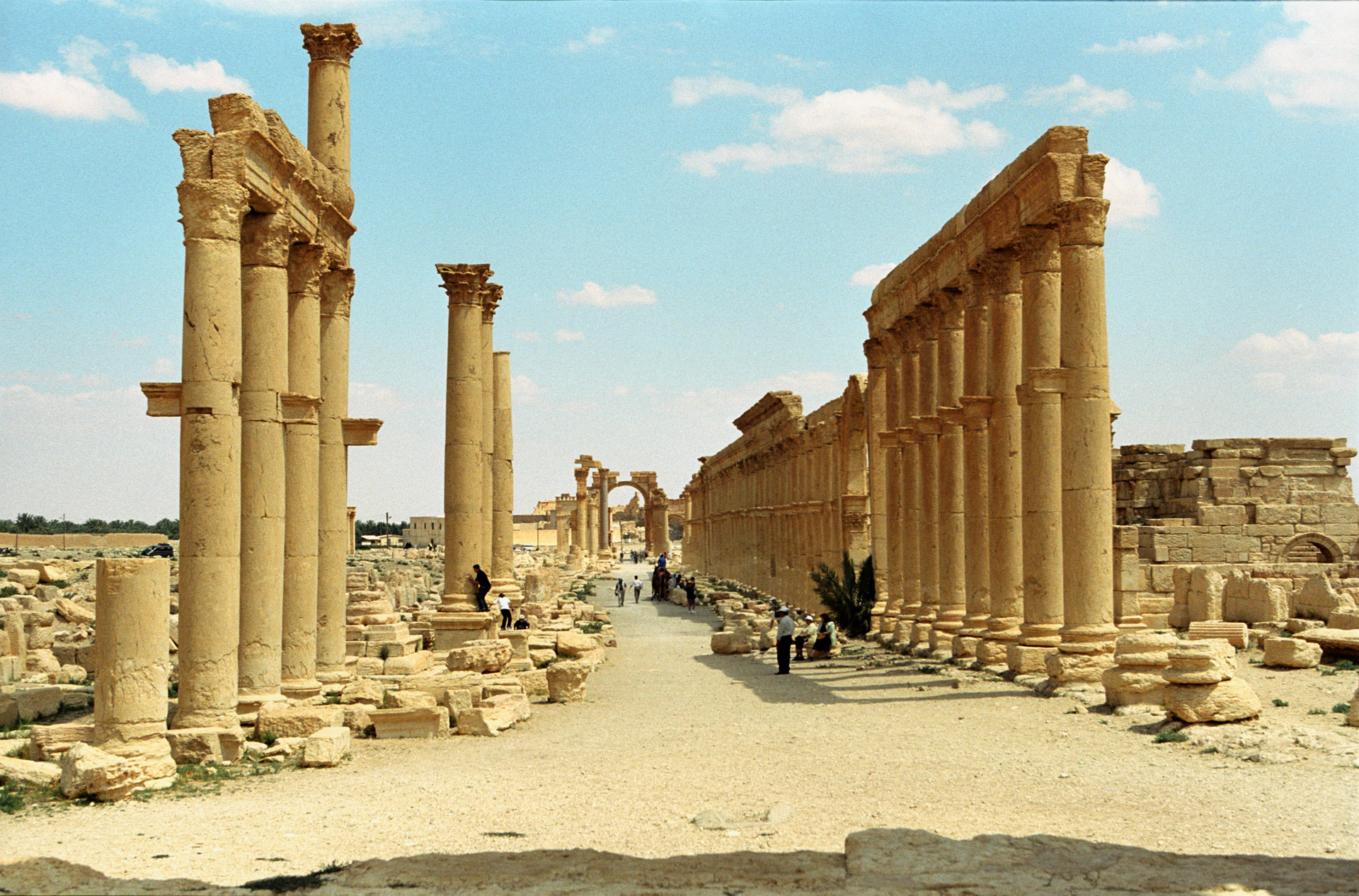
قوس النصر في الجهة الشرقية من القسم الأوسط من رواق تدمر الكبير
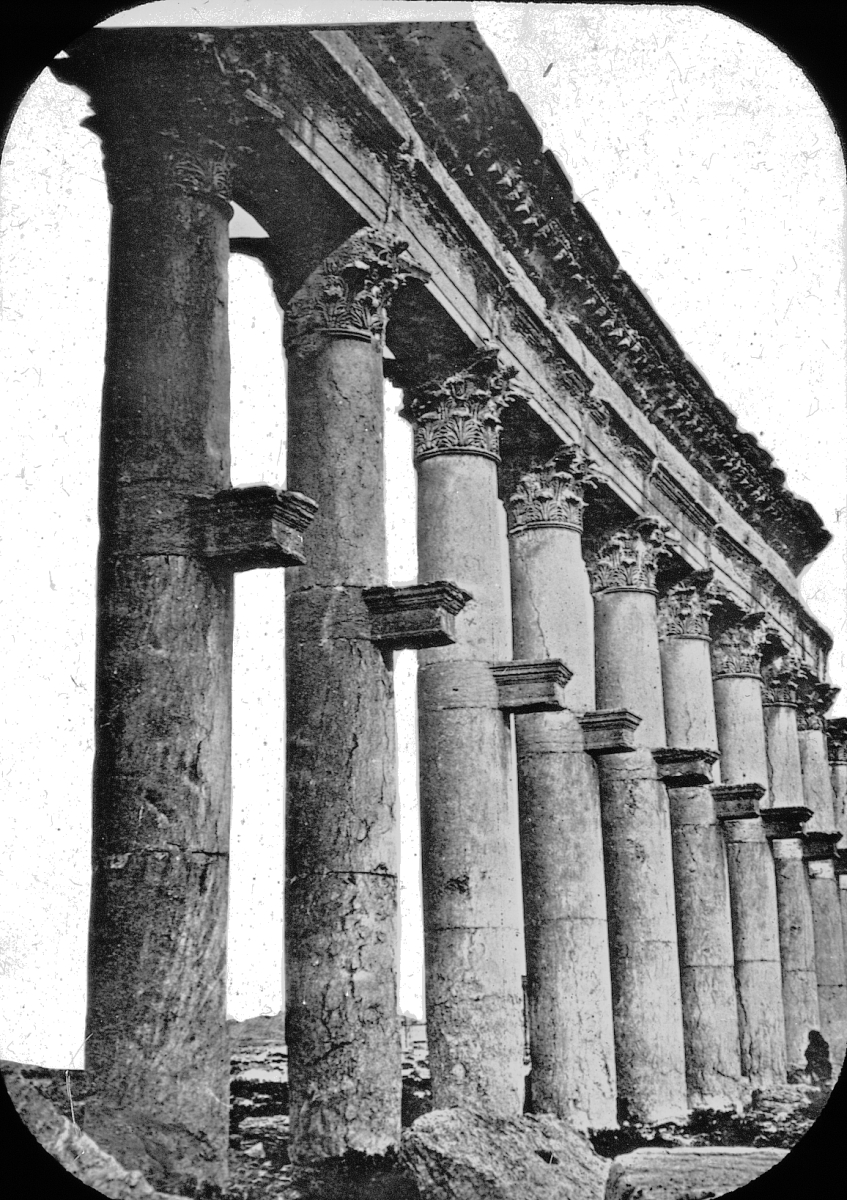
صورة تمثل رواق تدمر بسوريا، القرن التاسع عشر، متحف بروكلين